# 門脇尚平
門脇 尚平（かどわき しょうへい、1934年 - ）は、日本の占い師・手相占い師。

## 略歴
1934年高知県生まれ。1959年法政大学経済学部商学科卒業。
防衛庁事務官在籍時に手相・人相に関する本を次々と出版し、後に占い師へ転向する。

## 主な著作
- 『手相の総集』（東洋書院）
- 『手相談義』
- 『人相談義』
- 『手相雑話』

他多数。